# Crotaphytidae
Los crotafítidos (Crotaphytidae) son una familia de lagartos. Se distribuyen por el oeste de Estados Unidos y el norte de México.

## Clasificación
Se reconocen los siguientes géneros:
- Género Crotaphytus Baird, 1859
- Género Gambelia Holbrook, 1842